# Natali Kostowa
Natali Kostowa (bulgarisch Натали Костова, engl. Transkription Natali Kostova; * 8. Dezember 2007) ist eine bulgarische Leichtathletin, die sich auf den Hochsprung spezialisiert hat.

## Sportliche Laufbahn
Erste Erfahrungen bei internationalen Meisterschaften sammelte Natali Kostowa im Jahr 2023, als sie bei den U18-Balkan-Meisterschaften in Sivas mit übersprungenen 1,65 m den siebten Platz belegte. Im Jahr darauf gewann sie bei den  U18-Balkan-Meisterschaften mit 1,74 m die Silbermedaille, ehe sie bei den U18-Europameisterschaften in Banská Bystrica mit 1,74 m den Finaleinzug verpasste. 2025 gewann sie bei den U20-Balkan-Hallenmeisterschaften in Sofia mit 1,75 m die Silbermedaille und eine Woche darauf sicherte sie sich bei den Balkan-Hallenmeisterschaften in Belgrad mit 1,77 m die Bronzemedaille hinter der Montenegrinerin Marija Vuković und Tatiana Gousin aus Griechenland. Im Juli belegte sie bei den U20-Balkan-Meisterschaften in Craiova mit 1,74 m den sechsten Platz, ehe sie bei den U20-Europameisterschaften in Tampere mit 1,77 m den achten Platz belegte. 
2025 wurde Kostowa bulgarische Meisterin im Hochsprung im Freien sowie 2024 und 2025 in der Halle.